# Carlos Marcelino Rico Ferrat
Carlos Marcelino Rico Ferrat (* 9. Oktober 1950 in Mexiko-Stadt; † 2010) war ein  mexikanischer Botschafter.

## Leben
Carlos Marcelino Rico Ferrat war Licenciado für internationalen Beziehungen des El Colegio de México.
Er ist Magister Artium der Diplomatie des Matias Romero Institute of Diplomatic Studies.
Von 1994 bis 1997 koordinierte er die Assessoren der Abteilung Multilaterales y Económicos des Außenministeriums.
Von 1997 bis 1998 war er Generaldirektor der Abteilung Lateinamerika und Karibik, von 1998 bis 1999 Generaldirektor der Abteilung Nordamerika.
Von 1992 bis 1994 war Ferrat Kanzler der Botschaft in Tokio, von 1999 bis 2002 Konsul in Boston und von 2002 bis 2004 war er Gesandter an der Botschaft in Washington.
Er forschte am Centro de Investigación y Docencia Económicas (CIDE)
wo er das Instituto de Estudios sobre Estados Unidos leitete, sowie als Gastforscher am Woodrow Wilson Internacional Center for Scholars.
Ferrat lehrte als Gastprofessor an der University of North Carolina at Chapel Hill und forschte als Gastforscher am Centro de Estudios México – Estados Unidos der University of California, wo er als Berater im interamerikanischen Dialog fungierte.
| Vorgänger                          | Amt                                                                      | Nachfolger           |
| ---------------------------------- | ------------------------------------------------------------------------ | -------------------- |
| Andrés Leopoldo Valencia Benavides | Mexikanischer Botschafter in Tel Aviv 22. März 2005 bis 2. Dezember 2006 | Federico Salas Lotfe |